# Gmina związkowa Westhofen
Gmina związkowa Westhofen (niem. Verbandsgemeinde Westhofen) – dawna gmina związkowa w Niemczech, w kraju związkowym Nadrenia-Palatynat, w powiecie Alzey-Worms. Siedziba gminy związkowej znajdowała się w miejscowości Westhofen.
1 lipca 2014 do gminy związkowej przyłączono miasto Osthofen, a nazwę jej zmieniono na Wonnegau. Tym samym gminę zbiorową rozwiązano.

## Podział administracyjny
Gmina związkowa zrzeszała dziesięć gmin wiejskich:
1. Bechtheim
2. Bermersheim
3. Dittelsheim-Heßloch
4. Frettenheim
5. Gundersheim
6. Gundheim
7. Hangen-Weisheim
8. Hochborn
9. Monzernheim
10. Westhofen